# Daniel Barben
Daniel Barben (* 10. Juni 1961 in Zürich) ist ein Schweizer Professor für Technik- und Wissenschaftsforschung am Institut für Technik- und Wissenschaftsforschung an der Alpen-Adria-Universität Klagenfurt.

## Leben
Barben studierte von 1982 bis 1989 Soziologie, Psychologie, Politische Wissenschaft und Philosophie an der FU Berlin. Im Jahr 1995 promovierte er an der Wirtschafts- und Sozialwissenschaftlichen Fakultät der Universität Potsdam und habilitierte sich 2004 an der Politik- und Sozialwissenschaftlichen Fakultät der FU Berlin. Von April 2010 bis Dezember 2013 hielt er die in Deutschland erste Professur für Zukunftsforschung am Institut für Politische Wissenschaft der RWTH Aachen. 2012 wurde Barben in den Bioökonomierat (BÖR) berufen. 
Seit Januar 2014 ist Barben Professor an der Alpen-Adria-Universität Klagenfurt. Seine Forschungsbereiche sind Interdependenzen zwischen Prozessen wissenschaftlich-technischer und gesellschaftlicher Veränderungen in Bezug auf globale Probleme in den Bereichen Gesundheit, Ernährung, Energie, Mobilität, demographischer Wandel und Klimawandel.

## Werk
Daniel Barbens Arbeiten fokussieren sich auf die gesellschaftlichen, politischen und ethischen Dimensionen von Wissenschaft, Technologie und Innovation. Ein besonderer Schwerpunkt seiner Forschung liegt auf der Governance neuer Technologien, der Technologiefolgenabschätzung sowie den gesellschaftlichen Transformationsprozessen im Kontext von Umwelt- und Energiefragen.
In seinen Publikationen setzt sich Barben mit der Rolle von Zukunftsvisionen in der Politik und Wissenschaft auseinander. Er analysiert, wie gesellschaftliche Akteure Technologien nicht nur bewerten, sondern durch strategische Zukunftsplanung aktiv gestalten.
Ein weiterer zentraler Aspekt seiner Forschung ist die gesellschaftliche Einbettung und Akzeptanz von Biotechnologien. Barben untersuchte. wie politische und regulatorische Prozesse in Europa die Entwicklung und Nutzung biotechnologischer Innovationen beeinflussen.
Neben seinen Arbeiten zu Governance und Biotechnologie hat Barben zu Fragen der Nachhaltigkeit und Energiepolitik geforscht.

## Veröffentlichungen
- Converging Technologies, Transhumanism, and Future Society. In: Hava Tirosh-Samuelson, Kenneth Mossman (Hg.): Building a Better Human? Refocusing the Debate on Transhumanism. Frankfurt/M., Berlin, Bern, Bruxelles, New York, Oxford, Wien 2012: Peter Lang, 379–396.
- Was ist „neu“ an Neuen Technologien? Zur vergangenen, gegenwärtigen und zukünftigen Zukunft der Biotechnologie. In: Christian Kehrt, Peter Schüßler, Marc-Denis Weitze (Hg.): Neue Technologien in der Gesellschaft. Akteure, Erwartungen, Kontroversen und Konjunkturen. Herausgegeben vom Deutschen Museum und von der acatech. Bielefeld 2011: transcript Verlag, 265–277.
- Acceptance Politics. In: David H. Guston (Ed.): Encyclopedia of Nanoscience and Society, Vol. 1. Thousand Oaks, Cal. 2010: Sage Reference, 4–5.
- Anticipatory Governance. In: David H. Guston (Ed.): Encyclopedia of Nanoscience and Society, Vol. 1. Thousand Oaks, Cal. 2010: Sage Reference, 17–18.
- Innovation. In: David H. Guston (Ed.): Encyclopedia of Nanoscience and Society, Vol. 1. Thousand Oaks, Cal. 2010: Sage Reference, 335–337.
- Reflexive Governance. In: David H. Guston (Ed.): Encyclopedia of Nanoscience and Society, Vol. 2. Thousand Oaks, Cal. 2010: Sage Reference, 654–655.
- Social Science. In: David H. Guston (Ed.): Encyclopedia of Nanoscience and Society, Vol. 2. Thousand Oaks, Cal. 2010: Sage Reference, 724–726.
- Glossary of Nanoscale Science and Engineering. In: David H. Guston (Ed.): Encyclopedia of Nanoscience and Society, Vol. 2. Thousand Oaks, Cal. 2010: Sage Reference, 803–809.
- Reflexionswissen. In: Stefan Hornbostel, Andreas Knie, Dagmar Simon (Eds.): Handbuch Wissenschaftspolitik. Wiesbaden 2009: VS Verlag, 71–84.
- Reflexive Governance toward Sustainable Development: Combining Deliberation, Anticipation, and Transformation. Talk. 1st European Conference on Sustainability Transitions: Dynamics and Governance of Transitions to Sustainability, Amsterdam, The Netherlands.
- Antizipatorische Governance von Zukunftstechnologien: Kapazitaetsbildung im Spannungsfeld von Technikgestaltung und Akzeptanzpolitik. Talk. German Political Science Association (DVPW), Section on Politics und Technology, Berlin University of Technology: Governance von Zukunftstechnologien, Berlin, Germany.
- Security, Identification, and Citizenship: The Configuration of Biometrics in National and Transnational Contexts. Poster presentation. Gordon Research Conference on Governing Emerging Technologies, Big Sky, MT.
- Biotechnologieregime im Gesellschaftsvergleich. Zur Soziologie neuer Wissenschaft und Technik. Guest lecture. Institute for Science and Technology Studies, University of Bielefeld, Bielefeld, Germany.
- Anticipatory Governance of Nanotechnology: Foresight, Engagement, and Integration. In: Edward J. Hackett, Olga Amsterdamska, Michael E. Lynch, Judy Wajcman (Eds.): Handbook of Science and Technology Studies, Third Edition. Cambridge, Mass. 2008: MIT Press, 979–1000.
- Analyzing acceptance politics: Towards an epistemological shift in the public understanding of science and technology. In: Public Understanding of Science. 19, 2010, S. 274, doi:10.1177/0963662509335459.
- Politische Ökonomie der Biotechnologie: Innovation und gesellschaftlicher Wandel im internationalen Vergleich. Campus Verlag, Frankfurt am Main 2007, ISBN 978-3-593-38373-6 (Theorie und Gesellschaft. Bd. 60).
- Theorietechnik und Politik bei Niklas Luhmann. Westdeutscher Verlag, Opladen 1996, ISBN 3-531-12926-0. (Dissertation)